# Лазарь (мюзикл)
«Лазарь» (англ. Lazarus) — мюзикл 2015 года, базирующийся на песнях Дэвида Боуи, основой для сюжета которого послужило либретто Энды Уолша. Мюзикл вдохновлён и является продолжением романа «Человек, который упал на землю» Уолтера Тевиса, в одноимённой киноадаптации которого, снятой режиссёром Николасом Роугом, Боуи исполнил главную роль. «Лазарь» стал одним из последних проектов музыканта перед его смертью в январе 2016 года.
Сценические постановки «Лазаря» прошли в Нью-Йорке, Лондоне, Бремене, Дюссельдорфе, Аахене, Вене, Линце, Гамбурге, Амстердаме, Праге, Сан-Паулу, Билефельде, Рио-де-Жанейро, Вроцлаве и Гисене. Дополнительные постановки запланированы в Орхусе, Нюрнберге, Лейпциге, Геттингене, Мельбурне, Осло, Бергене и Тель-Авиве.

## Персонажи
- Томас Джером Ньютон, инопланетянин-алкоголик, отчаянно пытающийся вернуться на родную планету.
- Элли, личный помощник Ньютона, которая в итоге влюбляется в него
- Девушка/Марли, инопланетная девочка-подросток, которая обещает помочь Ньютону вернуться домой.
- Валентин, главный антагонист, преследующий Ньютона.

## Производство

### Постановка в Нью-Йорк
Музыкальный руководителем, аранжировщиком и оркетстровщиком проекта выступил Генри Хей, принимавший участие в записи альбома Боуи The Next Day (2013) в качестве клавишника. Режиссёром был назначен Иво ван Хове. Как и в случае с последним альбомом Боуи Blackstar (который включал песню «Lazarus»), работа над мюзиклом проходила в секрете — вплоть до его первого превью в ноябре 2015 года. Премьера «Лазаря» состоялась 7 декабря 2015 года — показы проходили до 17 января 2016-го в Нью-Йоркской театральной мастерской на Манхэттене, хотя впоследствии были продлены до 20 января. Билеты на все шоу были распроданы в течение нескольких часов после того, как поступили в продажу.

#### В ролях
- Майкл Си Холл в роли Томаса Джерома Ньютона[6]
- Кристин Милиоти в роли Элли[10]
- София Энн Карузо[англ.] в роли музы Ньютона[11]
- Майкл Эспер[англ.] в роли Валентина[11]
- Алан Камминг в роли убийцы девушки (видеовставка)[12]
- Линн Крейг в роли Мэми
- Николас Кристофер в роли Бена

#### Чествование Дэвида Боуи
Боуи присутствовал на премьере мюзикла — 7 декабря 2015 года, это было его последнее публичное появление.
Мэрия Нью-Йорка объявила 20 января 2016 года (последний день показа мюзикла) Днем Дэвида Боуи; прокламация была вручена управляющему директору проекта, Джереми Блокер, в конце финального шоу — во время выхода артистов «на поклон».

### Постановка в Лондоне
Лондонская постановка мюзикла проходила в театре Кингс-Кросс с 8 ноября 2016 года по 22 января 2017-го. Предварительные просмотры начались неделей раньше — 25 октября. Режиссёром проекта вновь выступил Иво ван Хове, а музыкальным руководителем Генри Хей.

#### В ролях
- Майкл Си Холл в роли Томаса Джерома Ньютона
- Кристин Милиоти в роли Элли
- София Энн Карузо[англ.] в роли музы Ньютона
- Майкл Эспер[англ.] в роли Валентина
- Джейми Мускато в роли Бена

В качестве дополнительных актёров были привлечены: Габриэль Брукс, Сидни Кристмас, Ричард Ханселл, Маймуна Мемон, Том Парсонс и Джули Яммани. Организаторами выступили компании Robert Fox Ltd. и Jones/Tintoretto Entertainment.

#### Фильм
Лондонская постановка была снята на видео; в мае 2018 года эта запись была в показана в одном из кинотеатров Нью-Йорке (в виде единственного показа). В январе 2021 года фильм транслировался в интернете бесплатно, в честь пятой годовщины смерти Дэвида Боуи.

### Постановка в Амстердаме
Премьера мюзикла в Амстердаме состоялась 13 октября 2019 года в театре DeLaMar. Генри Хей выступил музыкальным руководителем, а режиссёром — Иво ван Хове.

#### В ролях
- Драган Бакема в роли Томаса Джерома Ньютона
- Питер Эмбрехтс в роли Валентина
- Нортье Херлаар в роли Элли
- Джулиана Зийлстра в роли девушки[22][23][24]

## Песни
В «Лазаре» представлен ряд песен из бэк-каталога Боуи, а также четыре новых композиции «Lazarus», «No Plan», «Killing a Little Time» и «When I Met You».
Слова и музыка всех песен — написаны Дэвидам Боуи, за исключением отмеченных..
| №   | Название                                                   | Оригинальный альбом               | Длительность |
| --- | ---------------------------------------------------------- | --------------------------------- | ------------ |
| 1.  | «Lazarus»                                                  | Blackstar (2016)                  |              |
| 2.  | «It's No Game (Part 1)»                                    | Scary Monsters (1980)             |              |
| 3.  | «This Is Not America» (Дэвид Боуи, Пат Метени и Лайл Мэйс) | The Falcon and the Snowman (1985) |              |
| 4.  | «The Man Who Sold the World»                               | The Man Who Sold the World (1970) |              |
| 5.  | «No Plan»                                                  | No Plan (2017)                    |              |
| 6.  | «Love Is Lost»                                             | The Next Day (2013)               |              |
| 7.  | «Changes»                                                  | Hunky Dory (1971)                 |              |
| 8.  | «Where Are We Now?»                                        | The Next Day (2013)               |              |
| 9.  | «Absolute Beginners»                                       | Absolute Beginners (1986)         |              |
| 10. | «Dirty Boys»                                               | The Next Day (2013)               |              |
| 11. | «Killing A Little Time»                                    | No Plan (2017)                    |              |
| 12. | «Life on Mars?»                                            | Hunky Dory (1971)                 |              |
| 13. | «All the Young Dudes»                                      | All the Young Dudes (1972)        |              |
| 14. | «Sound and Vision»                                         | Low (1977)                        |              |
| 15. | «Always Crashing in the Same Car»                          | Low (1977)                        |              |
| 16. | «Valentine's Day»                                          | The Next Day (2013)               |              |
| 17. | «When I Met You»                                           | No Plan (2017)                    |              |
| 18. | «“Heroes”» (Дэвид Боуи и Брайн Ино)                        | “Heroes” (1977)                   |              |

## Музыкальный альбом
21 октября 2016 года была выпущена оригинальная запись «Лазаря», Lazarus, с идентичным актёрским составом мюзикла. Альбом был спродюсирован Генри Хеем, который был музыкальным руководителем и аранжировщиком/оркестровщиком оригинальной постановки в Нью-Йорке, Лондоне и Амстердаме. В альбом также вошли три ранее не издававшиеся песни Боуи, одни из последних, которые он записал перед смертью.

## Отзывы
Мюзикл получил смешанные оценки критиков; в то время как одни хвалили концепцию и исполнение, другие сочли её чересчур претенциозной и сложной для восприятия. Бен Брэнтли из The New York Times писал: "Ледяные стрелы экстаза проносятся подобно новым звездам сквозь сказочную неразбериху и мрак Лазаря — великолепно звучащего, великолепно выглядящего и ошеломляющего нового мюзикла, базирующегося на песнях Дэвид Боуи. Обозреватель журнала Rolling Stone назвал мюзикл «демонстрацией мастерства» и «театром во всём великолепии».
Среди негативных отзывов фигурировало мнение Энн Тренемен из Times, которая назвала мюзикл «претенциозной чушью» и «полной ерундой», а также рецензия Доминика Кавендиша из The Telegraph, в которой он заявил, что «разочарован» финальном проектом Боуи, посетовав: «сложно прикипеть головой или сердцем к тому, в чём так много загадок».

## Награды и номинации

### Постановка Офф-Бродвей
| Год  | Награда                     | Категория                                              | Номинант                  | Результат |
| ---- | --------------------------- | ------------------------------------------------------ | ------------------------- | --------- |
| 2016 | Драма Деск                  | Лучший актёр в мюзикле                                 | Майкл Си Холл             | Номинация |
| 2016 | Драма Деск                  | Лучший звуковой дизайн в мюзикле                       | Брайан Ронан              | Номинация |
| 2016 | Драма Деск                  | Лучший проекционный дизайн                             | Тал Ярден                 | Номинация |
| 2016 | Drama League Awards         | Лучшая постановка                                      | Майкл Си Холл             | Номинация |
| 2016 | Outer Critics Circle Awards | Лучший мюзикл Офф-Бродвей                              | Лучший мюзикл Офф-Бродвей | Номинация |
| 2016 | Outer Critics Circle Awards | Лучшее либретто мюзикла (бродвейского или офф-бродвей) | Энда Уолш                 | Номинация |
| 2016 | Outer Critics Circle Awards | Лучший актёр второго плана в мюзикле                   | Майкл Эспер               | Номинация |
| 2016 | Outer Critics Circle Awards | Лучшая актриса второго плана в мюзикле                 | София Энн Карузо          | Номинация |
| 2016 | Outer Critics Circle Awards | Лучший проекционный дизайн (пьеса или мюзикл)          | Тал Ярден                 | Номинация |
| 2016 | Lucille Lortel Awards       | Лучший ведущий актёр в мюзикле                         | Майкл Си Холл             | Номинация |
| 2016 | Lucille Lortel Awards       | Лучшая ведущая актриса в мюзикле                       | София Энн Карузо          | Номинация |

### Постановка Офф-Вест-Энд
| Год  | Награда             | Категория                              | Номинант         | Результат |
| ---- | ------------------- | -------------------------------------- | ---------------- | --------- |
| 2017 | WhatsOnStage Awards | Лучший актёр в мюзикле                 | Майкл Си Холл    | Номинация |
| 2017 | WhatsOnStage Awards | Лучшая актриса второго плана в мюзикле | Эми Леннокс      | Номинация |
| 2017 | WhatsOnStage Awards | Лучшая актриса второго плана в мюзикле | София Энн Карузо | Номинация |
| 2017 | WhatsOnStage Awards | Лучший видеодизайн                     | Тал Ярден        | Номинация |